# Тулево
Тулево (пол. Tulewo) — село в Польщі, у гміні Вишкув Вишковського повіту Мазовецького воєводства.
Населення — 160 осіб (2011).
У 1975—1998 роках село належало до Остроленцького воєводства.

## Демографія
Демографічна структура станом на 31 березня 2011 року:
|          | Загалом | Допрацездатний вік | Працездатний вік | Постпрацездатний вік |
| -------- | ------- | ------------------ | ---------------- | -------------------- |
| Чоловіки | 79      | 18                 | 59               | 2                    |
| Жінки    | 81      | 22                 | 45               | 14                   |
| Разом    | 160     | 40                 | 104              | 16                   |